# Володарська волость
Володарська волость — історична адміністративно-територіальна одиниця Сквирського повіту Київської губернії з центром у містечку Володарка.
Станом на 1886 рік складалася з 6 поселень, 6 сільських громад. Населення — 7762 осіб (3852 чоловічої статі та 3910 — жіночої), 747 дворових господарств.
|                     | Площа, десятин | У тому числі орної, дес. |
| ------------------- | -------------- | ------------------------ |
| Сільських громад    | 4717           | 4064                     |
| Приватної власності | 6161           | 3753                     |
| Іншої власності     | 255            | 166                      |
| Загалом             | 11133          | 7983                     |

Поселення волості:
- Володарка — колишнє власницьке містечко при річці Рось за 30 верст від повітового міста, 1269 осіб, 170 дворів, православна церква, костел, католицька каплиця, 2 єврейських молитовних будинки, школа, аптека, 8 постоялих дворів, 6 постоялих будинків, 16 лавок, 2 водяних млини, пивоварний завод, сукновальна фабрика, ярмарки через 2 тижні.
- Завадівка — колишнє власницьке село при річці Рогозянка, 713 осіб, 67 дворів, православна церква, школа, постоялий будинок, водяний і вітряний млини.
- Логвин — колишнє власницьке село при річці Рось, 1330 осіб, 182 двори, православна церква, школа, постоялий будинок, школа, постоялий будинок.
- Рогізне — колишнє власницьке село, 1503 особи, 238 дворів, православна церква, школа, постоялий будинок, 2 водяних млини.

Старшинами волості були:
- 1909 року — Леонтій Євстафійович Поліщук[2];
- 1910 року — Козачина[3];
- 1912—1915 роках — Василь Степанович Тит-Тишук',[4],[5],[6].